# Makoto Učida
Makoto Učida (japonsky 内田 誠; * 13. července 1955) je japonský programátor a vývojář videoher, kdysi zaměstnaný u Sega Enterprises (Japonsko) a člen Team Shinobi. Makoto Učida byl hlavní programátor mnoha Sega arkádových her, jako třeba: Altered Beast, Golden Axe, Wing War, Die Hard Arcade, Dynamite Cop a Alien Front Online. Koncept těchto her je připisován pouze jemu, ačkoliv porty na jiné herní konzole byly navrženy jinými designéry.
Nedávno se zapojil do vývoje Altered Beast pro PlayStation 2. Tato hra byla vydána jen v Japonsku a Evropě.

## Hry
- Altered Beast (arkáda) (1988)
- Golden Axe (arkáda) (1989)
- Alien Storm (1991)
- Wing War (arkáda) (1994)
- Die Hard Arcade (arkáda a Sega Saturn port) (1996)
- Dynamite Cop (arkáda) (1998)
- Alien Front Online (Dreamcast) (2001)
- Džúóki: Project Altered Beast (PlayStation 2) (2005)